# Cattedrale di San Luca (Orlando)
La cattedrale di San Luca (in inglese: Cathedral of St. Luke) è la cattedrale episcopale di Orlando, in Florida, Stati Uniti d'America. La chiesa è sede della diocesi episcopale della Florida centrale.

## Storia
La parrocchia di San Luca è stata istituita nel 1892 e la prima chiesa è stata designata come cattedrale della Florida meridionale il 31 marzo 1902. Il primo decano della cattedrale è stato il reverendo Lucien A. Spencer. Nel 1922 fu costruito un nuovo edificio al posto della vecchia cattedrale, considerata ormai obsoleta. Lo studio d'architettura di Boston Frohman, Robb & Little, che aveva progettato anche la cattedrale di Washington, è stato scelto per progettare la nuova cattedrale di Orlando in stile neogotico. Il 13 aprile 1925 il reverendo Cameron Mann pose la prima pietra e nel 1926 l'edificio, anche se solo parzialmente realizzato, venne aperto. La depressione finanziaria che stava interessando Florida in quel periodo comportò il brusco rallentamento dei lavori. Tra il 1971 ed il 1973 la navata centrale è stata rinnovata, la galleria del coro fu costruita sopra il nartece ed è stato installato organo a canne. Grazie ad un progetto di costruzione 1986-1987 la cattedrale è stata completata simile ai piani originali.